# Ministerio de Agricultura y Ganadería (Paraguay)
El Ministerio de Agricultura y Ganadería es un organismo del estado paraguayo, dependiente del Poder Ejecutivo de la nación. Tiene la misión de contribuir al desarrollo sostenible y competitivo del sector agrario del país. Actualmente el ministro es Moises Santiago Bertoni Hicar, quien fue nombrado por el presidente Mario Abdo Benítez.